# Språket

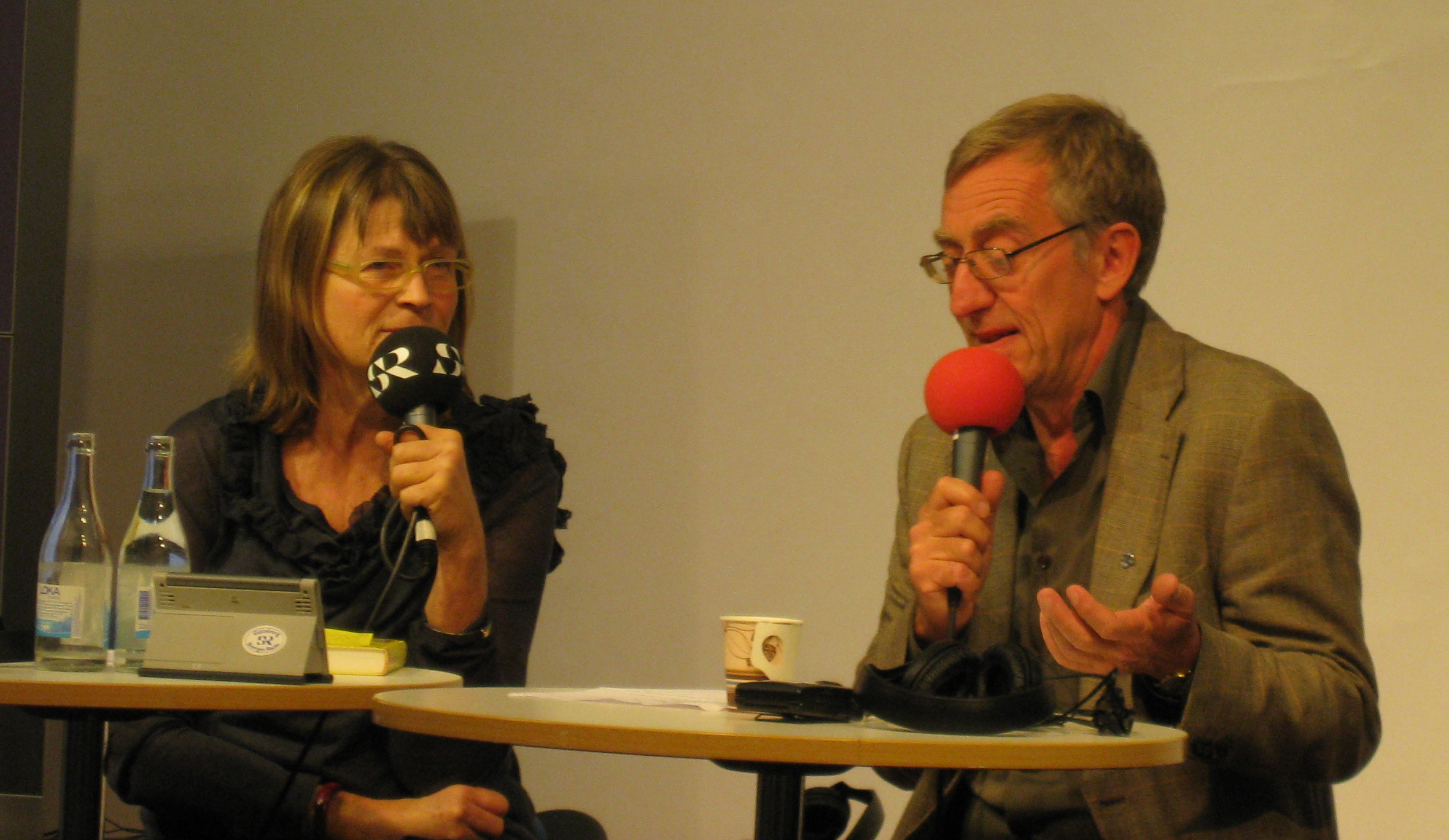
Anna Lena Ringarp och Lars-Gunnar Andersson på Bok- & Biblioteksmässan 2009.

Språket är ett program i Sveriges Radio P1 som handlar om hur språket används och förändras, om språkvård och om hur språk och samhälle ömsesidigt påverkar varandra. Programmet bygger till stor del på frågor inskickade av lyssnarna.
Programledare är Emmy Rasper och återkommande språkexperter är Ylva Byrman, universitetsadjunkt i svenska och lingvistik vid Göteborgs universitet; Susanna Karlsson, docent i nordiska språk vid Göteborgs universitet; samt Henrik Rosenkvist, professor i nordiska språk vid Göteborgs universitet.
Emmy Rasper var mellan sändningarna 26 april 2022 och 30 januari 2023 föräldraledig, i stället var Jens Möller programledare.
Från startåret 1997 till februari 2014 var Anna Lena Ringarp programledare, och återkommande expert var Lars-Gunnar Andersson, professor i modern svenska vid Göteborgs universitet. 
Varje vecka har programmet runt 300 000 lyssnare och får in cirka 150 e-post med språkfrågor. 1997–2009 fick programmet in omkring 70 000 brev. De flesta frågorna handlade om dialekter och modeord.
Andersson och Ringarp har också sammanställt boken Språket (2006), med de vanligaste frågorna från programmet.